# ألبي ميرفي
ألبي ميرفي (بالإنجليزية: Albie Murphy)‏ هو لاعب كرة قدم ومدرب كرة قدم أيرلندي، ولد في 1 نوفمبر 1930 في دبلن في جمهورية أيرلندا، وتوفي بنفس المكان في 2000. شارك مع منتخب جمهورية أيرلندا لكرة القدم. أما مع النوادي، فقد لعب مع نادي شامروك روفرز.